# Vrhovlje (gmina Lukovica)
Vrhovlje – wieś w Słowenii, w gminie Lukovica. W 2018 roku liczyła 93 mieszkańców.